# 黃焯 (隆慶進士)
黃焯（1538年—？），字原靜，江西南昌府豐城縣人，民籍，明朝政治人物。

## 生平
嘉靖四十三年（1564年）甲子科江西鄉試第二十六名舉人。隆慶二年（1568年）中式戊辰科會試第十七名，二甲第四十三名進士。初授刑部貴州司主事，主审路楷案，忤大司寇，隆庆六年冬恤刑雲貴，竟为所抑，出官浙江金華府知府，萬曆二年（1574年）九月因久不赴任，被查參。後官河南府、開封府知府，十二年（1584年）六月升四川按察司副使，未幾罷歸。

## 家族
曾祖黃甫粲；祖父黃世脩；父黃檜，母沈氏。具庆下。兄黄燧、弟黄煊、黄烇。